# Carl-von-Linde-Realschule München
Die Carl-von-Linde-Realschule ist eine Realschule in München. Die Trägerschaft liegt bei der bayerischen Landeshauptstadt.

## Lage
Die Carl-von-Linde-Realschule befindet sich in der Nähe von Theresienwiese, Schwanthalerhöhe und Heimeranplatz am westlichen Rand des Münchner Zentrums – dem Westend. In direkter Nachbarschaft bzw. auf demselben Gelände ist die Mittelschule an der Ridlerstraße untergebracht, mit der sich die Carl-von-Linde-Realschule auch die Aula teilt.

## Namensgebung
Die Carl-von-Linde-Realschule ist nach dem Ingenieur, Unternehmer und Erfinder Carl von Linde benannt. Er entdeckte das Verfahren zur Verflüssigung von Luft, was den Bau erster Kühlschränke ermöglichte.

## Gebäude
Die Schule befindet sich in einem Gebäude, das bereits während des Ersten Weltkrieges als Krankenhaus diente und ursprünglich auch als solches konzipiert war. Es steht unter Denkmalschutz. Damals lag es am Münchner Stadtrand.
Die Schule verfügt über mehrere Informatikräume und fast alle Klassenzimmer sind mit interaktiven Whiteboards ausgestattet. Der Sportbereich verfügt über Turnhalle und Schwimmbad. Im Erdgeschoss des Hauptgebäudes ist eine Cafetaria vorhanden.
Um den Anforderungen an eine Ganztagsschule gerecht zu werden, wurde in einem früheren Klassenzimmer im Erdgeschoss eine improvisierte Mensa eingerichtet. Außerdem besitzt die Schule einen Pausenverkauf.
Der Hof, der auch zur sportlichen Betätigung der Schüler genutzt wird, hat in seiner Mitte einen kleinen Spielplatz und als besonderes Markenzeichen ein etwa sechs Meter hohes Glockenspiel. Auf dem Hof finden (bei entsprechender Witterung) auch die Pausen statt. Die Schule hat außerdem einen Schulgarten.

## Unterrichtsangebot
Die Carl-von-Linde-Realschule bietet gleichermaßen Halbtagesbetrieb sowie ein offenes und gebundenes Ganztagesangebot. Mit dem Beginn der siebten Jahrgangsstufe werden die Schüler – wie an bayerischen Realschulen üblich – in folgenden Ausbildungsschwerpunkten unterrichtet:
- Mathematik (Zweig I)
- Betriebswirtschaftslehre (Zweig II)
- Kunsterziehung (Zweig IIIb)

Französisch (als zweite Fremdsprache – Zweig IIIa) wird an der Carl-von-Linde-Realschule nicht angeboten.
Des Weiteren existieren zahlreiche Arbeitsgruppen (AGs), die von den Schülern entsprechend ihrer individuellen Neigung zu Beginn des Schuljahres gewählt werden können.

## Besonderheiten
Ein besonderes Angebot stellen seit 1976 die sogenannten „Internationalen Klassen“ dar.  In den „Internationalen Klassen“ werden Schüler untergebracht, die Deutsch nicht als Muttersprache sprechen und häufig erst vor kurzem aus den unterschiedlichsten Regionen der Welt nach Deutschland gekommen sind. Dieses Angebot soll zur Förderung und Integration von Schülern mit Migrationshintergrund beitragen.